# Neferkare VI
Neferkare VI o Neferkare Pepisneb fou un faraó de la dinastia VII o Dinastia VIII de l'antic Egipte (generalment inclòs a la dinastia VIII), del que no es coneix més que el nom. El seu nom volia dir "l'ànima de Ra és bonica" i Pepisneb era el seu nom de naixement.